# 인디애나 대학교

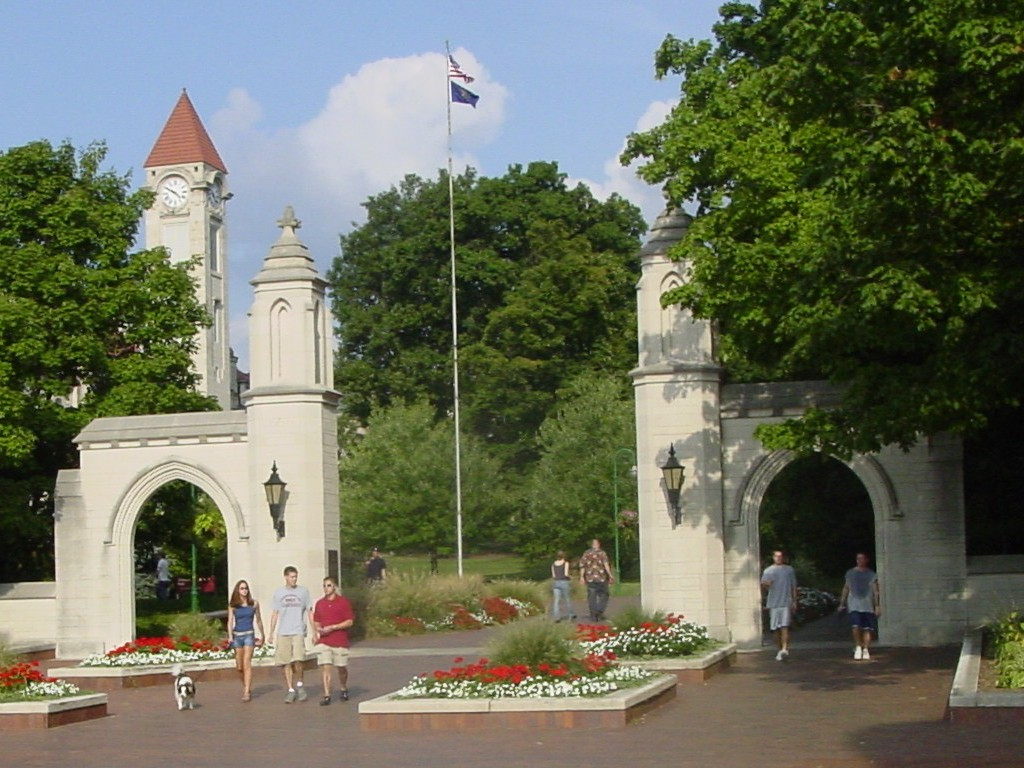

인디애나 대학교(Indiana University)는 1820년 인디애나 주립 세미너리(전문대학)로 설립되었다. 1820년 1월 20일, 인디애나주 의회는 몬로 카운티에 "인디애나 신학대학" (Indiana Seminary) 건립법안을 통과시켰다. 1824년 이 신학대학은 학생 13명, 고대 그리스어 및 라틴어 교사 1명으로 출발했다. 1828년 인디애나 신학대학은 "미국 영어, 외국어, 실용미술, 과학, 문학"을 가르치는 "인디애나 칼리지" (Indiana College)가 되었다. 이후 1838년 2월 25일 인디애나 칼리지는 다시 "인디애나 대학교"(Indiana University)가 되었고, 법학과 의학 학위를 제공하는 등 기관의 범주를 확장하도록 허가받았다.
현재 인디애나주 전역에 9개의 캠퍼스로 이루어진 대학체로서, IU 블루밍턴, IUPUI, IU 지역 캠퍼스(IU 동부, IU 코코모, IU 북서부, IU 사우스 밴드, IU 동남부, IPFW, IUPUC)로 이루어져 있다.

## 시스템 종류
IU 시스템은 다음의 캠퍼스를 포함한다 :
- 인디애나 대학교 - 블루밍턴 (핵심 캠퍼스)
- 인디애나 대학교 이스트 - 리치먼드
- 인디애나 대학교 코코모 - 코코모
- 인디애나 대학교 노스웨스트 - 게리
- 인디애나 대학교 사우스 벤드 사우스벤드
- 인디애나 대학교 사우스이스트 - 뉴올바니

퍼듀 대학교와 공동으로 두개의 캠퍼스를 운영하고 있다.
- 인디애나 대학교 - 퍼듀 대학교 인디애나폴리스 (IUPUI) - 인디애나폴리스 (핵심 캠퍼스)
  - 2024년 7월 1일부터 퍼듀 대학교와 완전히 분리되어 인디애나 대학교 인디애나폴리스 (IU, Indianapolis)로 바뀐다.[2]
- 인디애나 대학교 - 퍼듀 대학교 포트 웨인 (IPFW) - 포트웨인

또 IUPUI와 관련된 또하나의 작은 캠퍼스가 있다.:
- 인디애나 대학교 - 퍼듀 대학교 컬럼버스 (IUPUC)

## 같이 보기
- 인디애나주의 대학 목록